# Lola (pel·lícula de 1914)
Lola és una pel·lícula muda en blanc i negre de la World Film Company estrenada el 23 de novembre de 1914. Va ser dirigida per James Young i interpretada per Clara Kimball Young i Alec B. Francis. La història té connexions amb els personatges de Frankenstein i de Dr. Jekyll i Mr Hide adaptats a un personatge femení.

## Repartiment
- Clara Kimball Young (Lola Barnhelun)
- Alec B. Francis (Dr. Barnhelun, pare de Lola)
- Edward Kimball (Dr. Crossett)
- James Young (Dick Fenway)
- Frank Holland (John Dorris)
- Olga Humphries (Mrs. Harlan)
- Irene Tams (Stephen Bradley)
- Edward Donneley (Stephen Bradley)
- Mary Moore (Marie)
- Julia Stuart (Mrs. Mooney)
- Lionel Belmore (Dr. Mortimer)
- Baby Esmond (Nellie Mooney)
- Cecil Rajan (salvavides)

## Argument
Lola Barnhelun és una noia molt bonica i amb un gran cor estimada per tothom, sobretot pel seu promès John Dorris. Un dia és atropellada per un cotxe i retornada a casa el seu pare ja cadàver. Allà, el seu pare que és metge i el seu col·lega el famós Dr. Crossett, certifiquen la mort de la noia. El pare, però, ha inventat una màquina capaç de fer reviure un ésser i decideix provar-la amb la seva filla. Col·loquen el cos en la taula d'operacions i li apliquen un corrent que fa que la noia revisqui tot i que com a espectadors podem observar com abans, la mort s'enduu la seva ànima
Pocs dies després, el Dr, Barnhelun, mostra a Dorris la seva màquina i aquest queda horroritzat amb la idea que s'hagi reviscut el cos. Tot i que el cos reté el físic de Lola la natura del seu caràcter ha canviat radicalment, ara és una noia irritable, tempestuosa i infidel. Lola abandona Dorris i porta un estil de vida amoral esdevenint l'amant de Dick Fenway, un home casat al qual abandona pel seu amic ric i molt més gran quan aquest no pot pagar els seus desitjos. Poc després sent que el seu cor defalleix i un metge li explica que en qualsevol moment pot morir. Decideix tornar a casa del seu pare per demanar-li que quan mori la torni a reviure. Com a resposta, el seu pare destrueix la seva màquina amb un martell i Lola pateix un atac de cor fatal que enfonsa de dolor el seu pare.

## Producció
Aquest va ser el primer llargmetratge que Clara Kimball Young va rodar amb World Film. La pel·lícula, que s'acabà de filmar a principis de l'octubre de 1914, està basada en un text d'Owen Davis que també havia estat convertit en una peça teatral per Laurette Taylor uns anys abans. L'adaptació al guió va ser duta a terme per James Young, marit de l'actriu, que també va dirigir la pel·lícula. La World Film va reestrenar la pel·lícula el 1916 canviant els subtítols amb el títol de “Without a Soul”.